# Fistful of Frags
Fistful of Frags — компьютерная игра на движке Source, шутер от первого лица в стиле вестерн. Создана и издана компанией Fistful of Frags Team. В Steam появилась 9 мая 2014.

## Игровой процесс
В Fistful of Frags реализована идея и атмосфера дикого запада. Игрок выбирает одну из четырех команд, оружие, и начинается раунд. Основной целью является зарабатывание очков и уничтожение команд соперника. В игре реализовано большое количество оружия от кулаков и холодного оружия, метательного (лук), до огнестрельного в стиле Старого Дикого Запада. Чем слабее оружие, тем больше очков игрок получает за убийство им соперника.